# سارة ميريك نيوكومب
سارة نيوكومب ميريك (من مواليد 9 مايو 1844) هي أمريكية كندية المولد، كاتبة، وسيدة الأعمال، وطبيبة، ومخترعة.

## النشأة والتعليم
ولدت جوليا نيوكومب في شارلوت تاون، جزيرة الأمير إدوارد، كندا، 9 مايو 1844. والداها هو جون برتون نيوكومب ووالدتها إميلي أ. برينس. ولديها ستة أشقاء هم سيمون (عالم الفلك)، توماس، هارييت، ريتشارد، جيمس، وجون.
ميريك هي سليلة الحاج، ويليام بروستر، وحسب بين أسلافها بعض من أبرز أسماء إنجلترا الجديدة. كانت عضوة في ثورة البنات الأمريكية بحكم جدها، سيمون نيوكومب، بعد أن قام، مع الآخرين، بتحريض التمرد في نوفا سكوشا. تم طرد المتمردين بعد وفاة السيد نيوكومب في عام 1776. انتقم واحد وأربعون من أقاربه لوفاته من خلال القيام بدور نشط في الحرب في نيو انغلاند.
أصبحت سارة يتيمة في سن السابعة، مما أدى إلى صعوبات في حصولها على التعليم الذي كانت تتلهف له، للحصول على مهنتها المختارة. في طفولتها الأولى، أحبت سارة مهنة التدريس، وعندما كانت في سن التاسعة، عرضت خدماتها بصدق جاد، أن تكون ملمة ومبشرة في نوفا سكوشا. في عام 1860، وصلت سارة إلى الولايات المتحدة، والتحقت العام التالي بالمدارس العامة في بوسطن، ومن خلال المساعدة المالية من شقيقها الأكبر، ظلت هناك حتى عام 1867، عندما تخرجت من مدرسة البنات العليا.

## الحياة المهنية

### مهنة التدريس
تحركت ميريك بعد تخرجها على الفور جنوبًا حيث شغلت أول وظيفة في التدريس في ماناساس، فيرجينيا. قالت ميريك وقتها أنها لا تعمل فقط على مدار الأسبوع، ولكنها تجمع بعد ظهر الأحد جميع أطفال المدينة معًا وتعطيهم نصوصًا مقدسة، مع إيضاحها على السبورة. استرعى ذلك انتباه رجل الدين في بالتيمور، الذي حضر الاجتماع يوم واحد، وحثها بشدة على ترك التدريس والعمل في الكنيسة كمبشرة، مؤكدًا لها حصولها على الترخيص من مجمع بالتيمور. رفضت ميريك العرض، وقررت عدم تغير أي شيء حول مجالها المختار. سمعت سارة بوجو فرصة جديدة للمعلمين في تكساس، وقالت أنها قررت الذهاب إلى هناك، حتى بعد سماع الحكايات من الهنود الحمر والخارجين على القانون. درّست ميريك في مدرسة فريدمان للأطفال الملونين، وفي سبتمبر 1872، عينت مديرة للمدرسة الثالثة للورق الملون، وهي مدرسة حكومية في سان أنطونيو، وهي منصب شغلته مع انقطاع دام لمدة ثمانية عشر عامًا..في 14 أغسطس 1876، تزوجت مورجان وولف ميريك (1839-1919)، و وهو مهندس مساحة كونفدرالي مخضرم. فقدت ميريك ابنها الرضيع قبل أن تولد ابنة، جوليا، في عام 1878. [5] لم يمنع الزواج ميريك من التدريس في الفصول الدراسية، حيث عملت لمدة عامين في مجلة تكساس التعليمية، وكان لديها سمعة طيبة من خلال عملها في أفضل مدارس الدولة الابتدائية في سان أنطونيو. [1]

### كاتبة وسيدة أعمال
هاجم مرض تشنجات اليد يد ميريك اليمنى حوالي عام 1883. مما اضطرها لاستخدام يدها اليسرى للكتابة، في حين أنها كانت في الوقت نفسه تعمل على اختراعها حامل القلم ليناسب الإصبع مثل الكشتبان، وترك اليد الحرة وبالتالي وتجنب التشنجات. حصلت ميريك على براءة اختراع في عام 1887. وكانت استثماراتها في العقارات في سان أنطونيو مربحة، واعتبرت ميريك امرأة أعمال جيدة. كانت رئيسة جمعية سيدات الأعمال، بعد أن تشكلت سان أنطونيو. قالت ميريك انها تعتزم مواصلة عملها في قضية التعليم من خلال كتاباتها بعد تقاعدها من العمل النشط في غرفة المدرسة حوالي 1890. في عام 1910، نشرت سيرة عن والدها وشقيقها، سيمون، في مجلة مكلور.

### المعالجة الذاتية
في منتصف تسعينات القرن الماضي، تركت ميريك زوجها وعادت إلى بوسطن، حيث تخرجت في عام 1897 من كلية الطب بجامعة بوسطن. قدمت ميريك بعد أربع سنوات دعمًا لمشروع قانون حقوق الحيوان، وبحلول عام 1903، أصبحت ميريك رائدة في حركة مكافحة الجراثيم في بوسطن. عملت ميريك أيضًا كطبيبة وصيدلية في مستوصف روكسبيري.